# Deimos-1
Deimos-1 ist ein spanischer Erdbeobachtungssatellit, der von Deimos Imaging betrieben wird, das Aufnahmen direkt, aber auch über Vertriebsvereinbarungen mit anderen Einrichtungen wie Astrium und DMC International Imaging verkauft.

## Geschichte
Deimos-1 wurde von Surrey Satellite Technology auf Basis des Satellitenbus SSTL-100 gebaut. Deimos-1 wurde in eine 686 Kilometer hohe, sonnensynchrone und erdnahe Umlaufbahn gebracht. Der Start wurde von ISC Kosmotras am 29. Juli 2009 um 18:46 UTC vom Startplatz 109/95 in Baikonur in Kasachstan durchgeführt. Die Dnepr-1-Trägerrakete brachte dabei auch die Satelliten DubaiSat 1, UK-DMC 2, Nanosat 1B, AprizeSat-3 und AprizeSat-4 ins All.

## Optisches Instrument
Der Satellit hat eine Lebenserwartung von fünf Jahren. Er trägt ein multispektrales Bildaufnahmegerät mit einer Auflösung von 22 Metern und einer Schwadbreite von 600 Kilometern, das im Grün-, Rot- und Nahinfrarotspektrum arbeitet.

## Vorteile
Diese optischen Satellitenaufnahmen eröffnen den Nutzern neue Perspektiven für die Entwicklung von Diensten und Anwendungen in verschiedenen Märkten, wie z. B. maritime Anwendungen, Landwirtschaft, Umwelt oder Forstwirtschaft.
- schnelle Abdeckung von Gebieten dank der großen Streifenbreite
- Nahe-Echtzeit-Funktionalität
- kostengünstig